# Бегство пленника
«Бегство пленника» (лат. Ecbasis captici) — древнейший средневековый латинский эпос о животных, написанный гекзаметром. Повествует о вражде между Лисом и Волком. Создан неизвестным автором в Лотарингии ок. 1043—1046 гг. Многочисленные заимствования из сочинений латинских и средневековых латинских авторов придали этому эпосу мозаичный стиль. Толкование «Бегства пленника» является спорным. В нём явно просматривается сатира на придворный и монашеский мир XI века.